# Napperby
Napperby är en ort i Australien. Den ligger i kommunen Port Pirie City and Dists och delstaten South Australia, omkring 200 kilometer norr om delstatshuvudstaden Adelaide.
Närmaste större samhälle är Port Pirie, nära Napperby.
Trakten runt Napperby består till största delen av jordbruksmark. Trakten runt Napperby är nära nog obefolkad, med mindre än två invånare per kvadratkilometer. Genomsnittlig årsnederbörd är 533 millimeter. Den regnigaste månaden är juni, med i genomsnitt 86 mm nederbörd, och den torraste är december, med 14 mm nederbörd.